# Muleta (tourada)

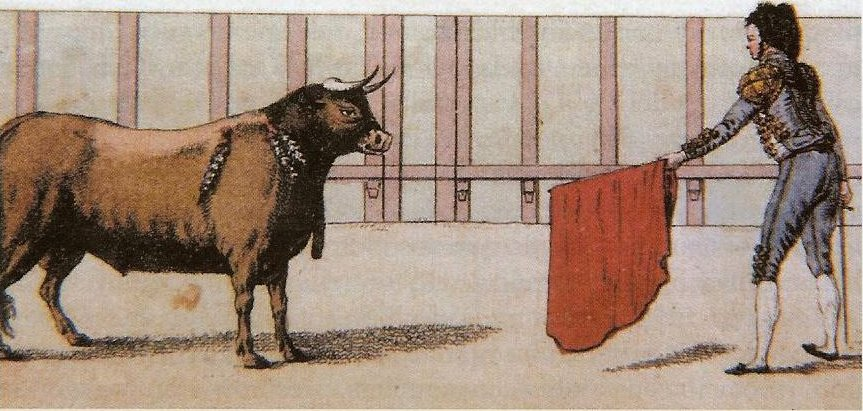

A muleta é um pedaço de flanela vermelha que se usa como instrumento de engano para tourear no último terço da lide. Na parte superior coloca-se-lhe um pau, do qual ela fica suspensa, caindo simetricamente para ambos os lados, estando fixada na extremidade de fora por um espigão de ferro e na parte de dentro, junto ao toureiro, por um camarão. Juntamente com a espada, constitui aquilo a que se chamam aprestos para matar.